# Steinerner Metzen (Feldbach)

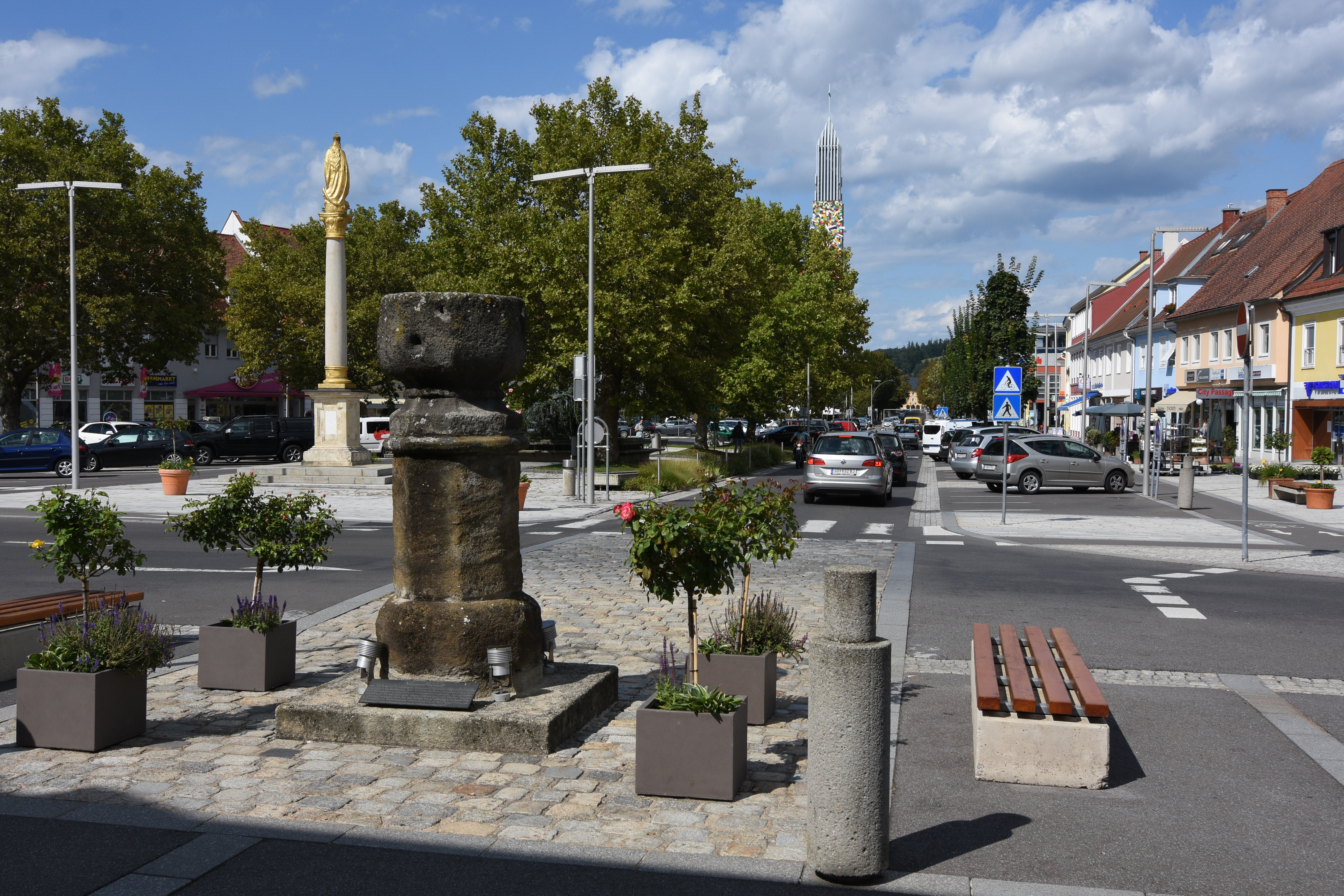
Steinerner Metzen am Feldbacher Hauptplatz

Feldbacher Stadtwappen

Der Steinere Metzen ist ein historisches Hohlmaß, Wirtschaftsdenkmal und Wahrzeichen der südoststeirischen Stadt Feldbach. 

## Geschichte und Bedeutung
Der Metzen am Feldbacher Hauptplatz stammt aus dem 15. Jahrhundert und diente lange Zeit als Muster- oder Eichmaß für einen großen Teil der Oststeiermark, besonders für den Landgerichtsbezirk. Das Hohlmaß wurde als „Feldbacher Maß“ bezeichnet und diente als einheitliches Maß für bewegliche Scheffel. Der Metzen umfasst 55 Liter und war vor Einführung des metrischen Systems Ausdruck des Vereinheitlichungswillens von Maßeinheiten.
Der kelchförmige Block auf dem acheckigen Sockel besteht aus vulkanischem Basalttuff, ein regionaltypisches Gestein. Das Wirtschaftsdenkmal steht unter Denkmalschutz. 
2001 wurde der Steinere Metzen bei der Neugestaltung des Feldbacher Hauptplatzes restauriert und vor dem ehemaligen Rathaus (heute Musiksschule) aufgestellt. Durch seine Stellung als Wahrzeichen der Stadt wurde er 2016 ins neugestaltete Feldbacher Stadtwappen aufgenommen.